# HOXA13
La proteína Homeobox Hox-A13 es una proteína que en humanos está codificada por el gen HOXA13 .

## Función
En los vertebrados, los genes que codifican la clase de factores de transcripción denominados genes homeobox se encuentra en agrupaciones denominadas "A, B, C y D" en cuatro cromosomas separados. La expresión de estas proteínas está regulada espacial y temporalmente durante el desarrollo embrionario.
 
Este gen HOXA13 es parte del "grupo A" en el cromosoma 7 (humano) y codifica un factor de transcripción de unión al ADN que puede regular la expresión, morfogénesis y diferenciación de genes.

## Significación clínica
La expansión de un tracto de polialanina en la proteína codificada puede causar el síndrome mano-pie-genital, también conocido como síndrome mano-pie-útero.